# Bahá’u’lláh
Bahá’u’lláh (fødselsnavn Mírzá Ḥusayn-ʻAlí Núrí), (født 12. november 1817, død 29. maj 1892) var profet-grundlæggeren af Bahá'í-troen. Han blev født i en aristokratisk familie i Iran og blev forvist på grund af sin tilslutning til den messianske Bábí-troen. I 1863, i Irak, annoncerede han første gang sit krav på en åbenbaring fra Gud, og tilbragte resten af sit liv i fangeskab i det osmanniske imperium. Hans lære kredsede om principperne om enhed i forskellighed og religiøs fornyelse, og spændte fra moralsk og åndelig udvikling til global regeringsførelse.
Bahá'u'lláh skrev mindst 1.500 breve, nogle af dem i boglængde, som er blevet oversat til mindst 802 sprog. Nogle bemærkelsesværdige eksempler omfatter De skjulte ord , Vishedens Bog og Kitáb-i-Aqdas. Mens nogle læresætninger er mystiske og omhandler Guds natur og sjælens fremskridt, adresserer andre samfundets behov, hans tilhængeres religiøse forpligtelser og strukturen af bahá'í-institutioner. Han betragtede mennesker som grundlæggende åndelige væsener og opfordrede individer til at udvikle guddommelige dyder og fremme samfundets materielle og åndelige fremskridt.

## Wikimedia Commons
- Wikimedia Commons har flere filer relateret til Bahá’u’lláh